# 13580 de Saussure
13580 de Saussure eller 1993 OQ5 är en asteroid i huvudbältet som upptäcktes den 12 juli 1993 av den belgiske astronomen Eric W. Elst vid La Silla-observatoriet. Den är uppkallad efter naturforkaren Horace-Bénédict de Saussure.
Asteroiden har en diameter på ungefär 6 kilometer.